# Kotkino
Kotkino (russisch Ко́ткино) ist ein Dorf (selo) im Autonomen Kreis der Nenzen in Russland mit 372 Einwohnern (Stand 14. Oktober 2010).

## Geographie
Kotkino liegt in sumpfigem Gebiet, am linken Ufer der Sula, einem Nebenfluss der Petschora. Der Ort liegt etwa 105 km südwestlich von Narjan-Mar, der Hauptstadt des Autonomen Kreises der Nenzen.
Administrativ gehört Kotkino zum Sapoljarny rajon. Zudem ist es Verwaltungssitz und einziger ständig bewohnter Ort der Gemeinde Kotkinski selsowet.

## Geschichte
Laut Überlieferungen wurde das Dorf in der ersten Hälfte des 19. Jahrhunderts (laut anderen Angaben bereits in den 1740er Jahren), von zwei Brüdern namens Kotkin aus Mesen, gegründet, welche dem Dienst in der russischen Armee entgehen wollten. In der zweiten Hälfte des 19. Jahrhunderts begann die stetige Besiedlung des Ortes. Während es 1847 zwei Gehöfte im Ort gab, wuchs die Zahl bis auf 1919 auf neun und bis 1923 auf 13 Gehöfte an. Kotkino lag zu dieser Zeit auf dem Posttrakt von Archangelsk nach Narjan Mar. 1930 wurde der Ort zur Basis eines Fischerei-Artels, welches zum wichtigsten Arbeitgeber des Ortes wurde. Das Artel wurde in den 1930er Jahren in eine Kolchose umgewandelt und feierte im Jahr 2010 als Landwirtschaftliche Produktionsgenossenschaft sein 80-jähriges Bestehen.
Kotkino wurde 1929 administrativ Bestandteil des neu geschaffenen Nenezki nazionalny okrug (heutige Bezeichnung Autonomer Kreis der Nenzen).
Im Jahr 1995 erhielt Kotkino, welches zuvor als derewnja (Dorf) kategorisiert wurde, den administrativen Status eines selo (Dorf mit administrativer Funktion). 1996 wurde die Gemeinde Kotkinski selsowet, durch Ausgliederung des Gebietes aus dem ein Jahr zuvor gebildeten Welikowissotschni selsowet, neu formiert. Seit dem Jahr 2005 ist Kotkino als Zentrum des Kotkinski selsowet Teil des Sapoljarny rajon.

### Bevölkerungsentwicklung
| Jahr | Einwohner |
| ---- | --------- |
| 1849 | 14        |
| 1918 | 49        |
| 1922 | 103       |
| 1928 | 96        |
| 2010 | 372       |

Anmerkung: 2010 Volkszählungsdaten

## Infrastruktur
Der Ort verfügt über einen Kindergarten, eine allgemeinbildende Schule, ein Kulturhaus sowie einen Feldscher-Punkte (Фельдшерско-акушерский пункт), welche die medizinische Grundversorgung sicherstellt. Elektrischer Strom wird mit Hilfe von Dieselgeneratoren erzeugt.

## Wirtschaft und Verkehr
Wichtigster Arbeitgeber des Ortes ist die ehemalige Fischfang-Kolchose, die heute eine Landwirtschaftliche Produktionsgenossenschaft (Сельскохозяйственный производственный кооператив) ist und neben dem Fischfang auch in der Produktion anderer landwirtschaftlicher Erzeugnisse (Vieh- und Milchviehhaltung, Backerei) tätig ist.
Nach Kotkino verlaufen keine Autostraßen. Im Nordosten des Ortes liegt ein Flugplatz, über den mit Hilfe von Hubschraubern (Mil Mi-8) und kleinen Mehrzweckflugzeugen (Antonow An-2) der Transport von Passagieren und Fracht nach Narjan-Mar erfolgt. In den eisfreien Wochen im Mai und Juni konnten zudem Waren mittels Schiff über die Sula und die Petschora transportiert werden.